# Euphorbos (Gigant)
Euphorbos (altgriechisch Εὔφορβος Eúphorbos) ist der Name eines Giganten aus der griechischen Mythologie auf einem von mehreren Fragmenten eines attisch-schwarzfigurigen Dinos, welcher etwa zwischen 575 und 550 v. Chr. geschaffen wurde.
Während die dort ebenfalls mit Namen versehenen Giganten Pankrates, Ephial[tes] und Polybotes auch aus anderen, literarischen Quellen bekannt sind, handelt es sich bei Euphorbos wie bei Euboios, Oranion und vermutlich zwei weiteren Gigantennamen, die hier nur fragmentarisch erhalten sind, wahrscheinlich um spontane Erfindungen des Malers des Gefäßes. Im Übrigen fehlt aufgrund des fragmentarischen Erhaltungszustandes auch der erste Buchstabe des Namens Euphorbos.
Das Bild zeigt die Gigantomachie. Die Giganten befinden sich im Kampf mit Herakles, Athene, Zeus, Ares, Dionysos, Hermes, Artemis und Apollon.